# Barbarino-Eck

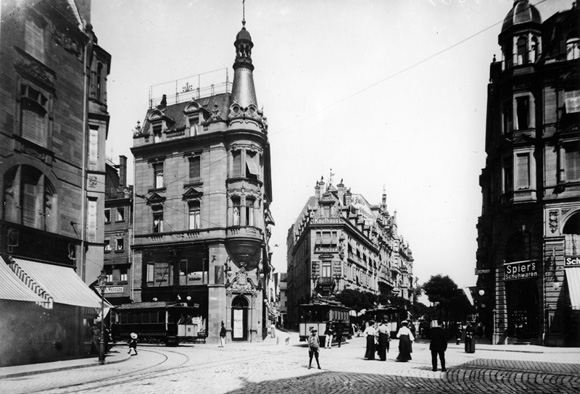
Das „Barbarino-Eck“ (linkes Eckgebäude mit Turmhelm und Laterne) in Heilbronn um 1900

Das Barbarino-Eck am Kiliansplatz an der Kreuzung von Kaiserstraße und Sülmerstraße in Heilbronn ist einer „der markantesten Standorte“ der Heilbronner Innenstadt. Das im Jahre 1898 errichtete Gebäude an der Kaiserstraße 25 – 1934 benannt nach dem Zigarrengeschäft Barbarino – wurde daher als Titelbild und auch als Fotomotiv in zahlreichen Publikationen und auch in einem Gemälde von Raphael Seitz mit dem Namen Hitze verewigt, das Bestandteil eines Zyklus von sieben Bildern ist. Im Zweiten Weltkrieg zerstört, entstand 1969 ein „Geschäfts- und Bürohaus am Barbarino-Eck“ (oder auch das Model-Haus) neu. Es gilt als beispielhaft für die „großstädtische Bauweise“ der 1970er Jahre in Heilbronn, soll die moderne Bauweise „gut veranschaulichen“ und „neue Akzente in der Stadtarchitektur“ gesetzt haben.

## Geschichte

### Vorkriegszeit

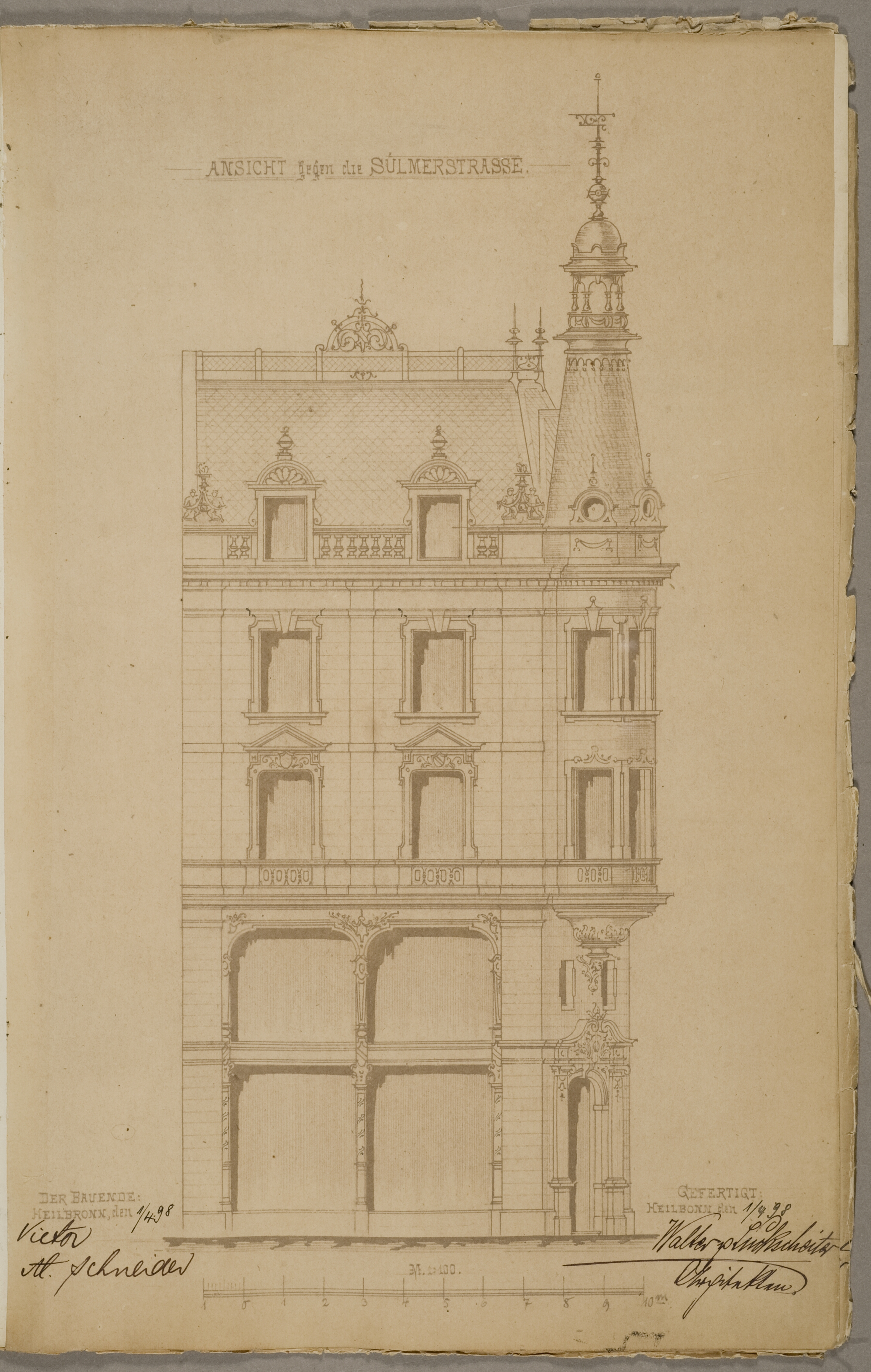
Das Barbarino-Eck in der Vorkriegszeit

Das Geschäftshaus an der Kaiserstraße 25 wurde 1898 von dem Kaufmann Victor Alfred Schneider nach Plänen der Architekten Ernst Walter und Karl Luckscheiter im Stil des Eklektizismus erbaut. So wechselten sich Formelemente des französischen Neo-Barock (Turmhelm) mit denen der italienischen Neo-Renaissance (Portal) ab. 1918 wurde das Gebäude von der Darmstädter Bank für Handel und Industrie, Niederlassung Heilbronn, erworben. In das Geschäft war der Zweig der Gumbel-Kiefe’schen Bankunternehmungen – eine Filiale der bekannten Heilbronner Bankiers-Familie Gumbel – eingegangen. Der Kaufmann Eduard Lederer betrieb 1931 im Gebäude sein Konfektionsgeschäft. Lederer kam 1933 ins Sontheimer Asyl und kam später nach der Deportation nach Riga ums Leben. Als im Jahre 1934 im Gebäude das Zigarrengeschäft C. Barbarino eröffnet hatte, wurde das Eckhaus als „Barbarino-Eck“ bekannt. Der Bau selbst galt als einer der wenigen Vertreter des „pompösen, aufwändigen Stils der sogenannten Gründerjahre um die Jahrhundertwende“.

Darstellung auf Ansichtskarten zu Beginn des 20. Jahrhunderts
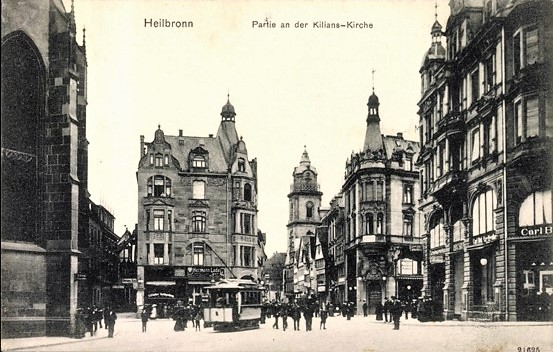
1907
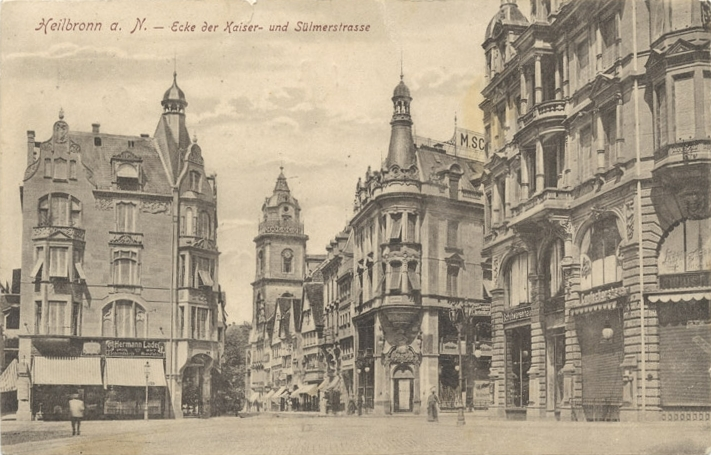
Um 1908

### Nachkriegszeit

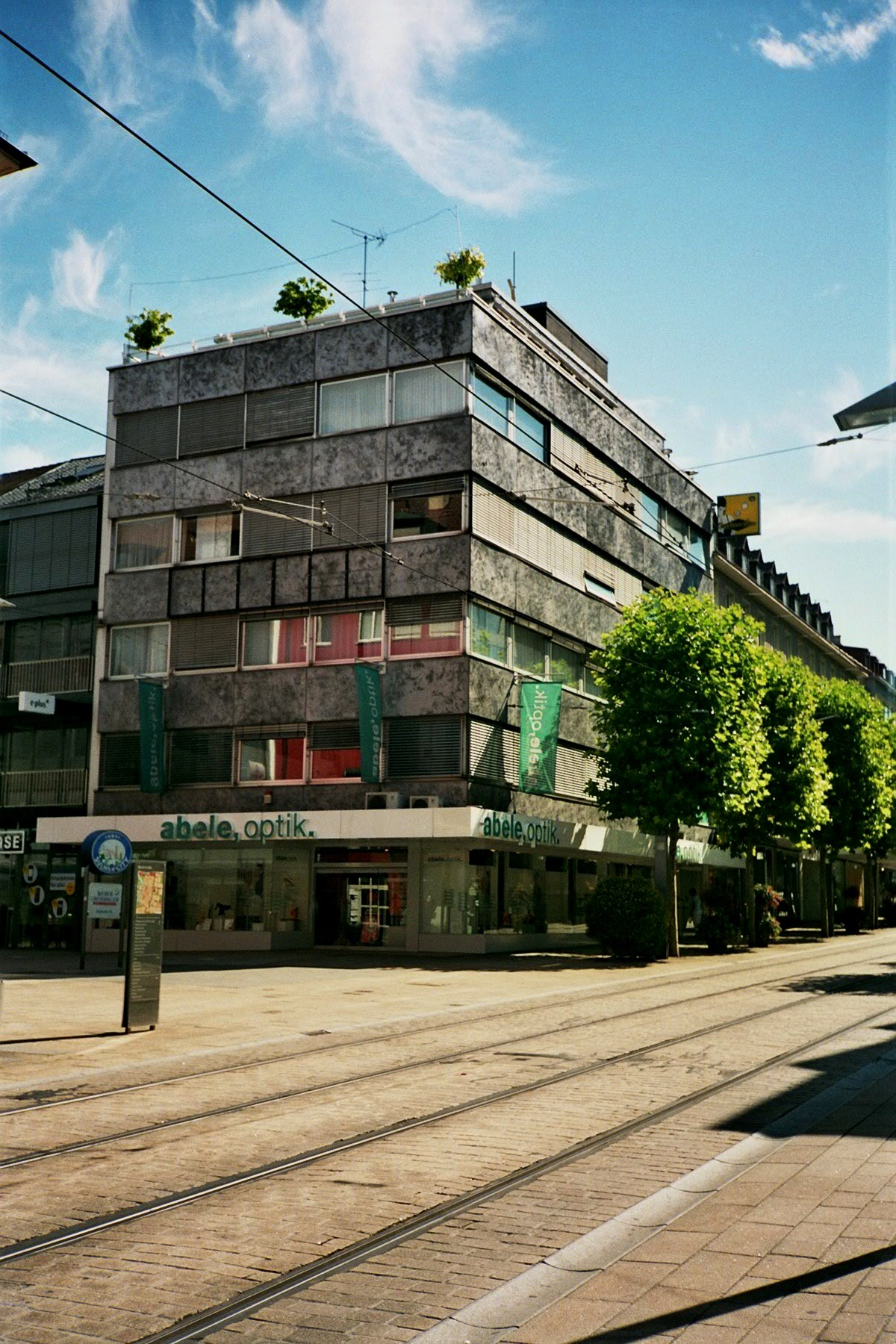
Das Barbarino-Eck in der Nachkriegszeit (Model-Haus)

Im Zweiten Weltkrieg wurde das Haus zerstört, und erst 1969 entstand das „Geschäfts- und Bürohaus am Barbarino-Eck“ neu. Dieses ist ein sechsgeschossiger, moderner Stahlbeton-Neubau mit Flachdach, der nach Plänen des Architekten Otmar Schär erbaut wurde. Bauherr war das Stoffhaus J. Model, Erdgeschoss und ein Untergeschoss wurden vom Geschäft selbst genutzt. Die Kosten betrugen rund eine Million Mark.

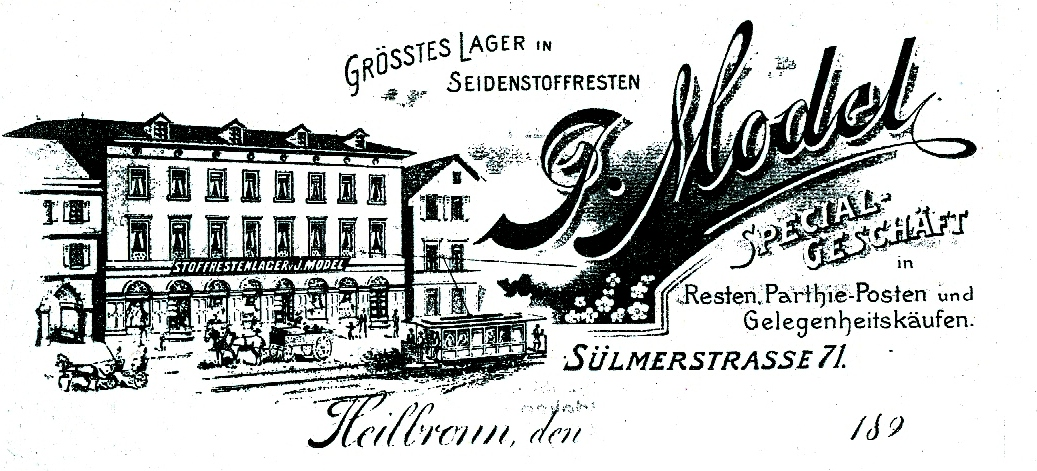
Das große Patrizierhaus des Geschäftes Model in der Sülmerstraße 71 (1890)

Das Unternehmen Model wurde im Frühjahr 1888 von Jakob Model und seiner Frau Pauline geb. Böttinger als „Kohlenhandlung und Lager von Stoffresten“ in der Lammgasse in Heilbronn gegründet. In den 1890er Jahren erwarben die Eheleute ein großes Patrizierhaus in der Sülmerstraße 71 (heutige Nummer 39), und das Geschäft entwickelte sich zum „Spezialgeschäft für hochwertige Stoffe und Seidentücher“ und wurde zum „größten und führenden Stoffgeschäft in Heilbronn“: „Im ganzen Unterland wurde es zu einem Begriff für Auswahl und Qualität“. 1934 wurde das Geschäft, von dem einzigen Sohn des Gründers Willy Model modernisiert. 1944 zerstört, wurde es 1949 am Standort des ehemaligen Rauchschen Palais an der Kaiserstraße/Ecke Marktplatz von Gertrud Kress-Model neu eröffnet. 1970 bezog das Stoffhaus das Haus am Barbarino-Eck und konnte auf einer Verkaufsfläche von 330 Quadratmetern „hochwertige Damenstoffe und italienische Designer-Kollektionen für einen anspruchsvollen Kundenstamm“ anbieten.